# Agaricus semotus
Agaricus semotus es una especie de hongo comestible, basidiomicetos de la familia Agaricaceae.

## Características
La forma del sombrero (Píleo) es convexo aplanado, la superficie es seca, escamosa y su color es blanco crema, su carnosidad es blanca, miden hasta 7 centímetros  de diámetro, el tallo es de color blanquecino y puede medir hasta 7 centímetros de largo y tener 8 milímetros de espesor.

## Comestibilidad
Es comestible y su sabor recuerda al anís y otros a las almendras. Se encuentran en grupos en las zonas húmedas de los bosques de coníferas a comienzos del verano en Estados Unidos, en Europa, Gran Bretaña y Nueva Zelanda.